# 柯洛2b
柯洛2b(也被称为柯洛-系外行星-2b)是法国所主持的柯洛计划发现的第二颗系外行星，该行星位于巨蛇座，距离地球930光年，其母星为柯洛2。科学家于2007年12月20日对外宣布发现该行星。
柯洛2b是一颗大型热木星，其半径为木星半径的1.43倍，质量约为木星的3.3倍。由于距离母星较近，该行星表面被加热至一个极高的温度，其外层大气急剧膨胀，从而使其体积变得很大。该行星较大的半径表明柯洛2b表面已达到了较高的温度，估计约为1500K，高于原本预计的处于该距离的行星的表面温度。如果它与中央恒星的距离和木星与太阳的距离相仿，则其半径也将与木星大致相同。这表明可能存在另一颗行星与柯洛2b相互作用并产生潮汐热。
该行星的轨道周期约为1.7地球日，运行于靠近中央恒星赤道面的顺行轨道上。中央恒星是一颗G型恒星，温度稍低于太阳，但是显得更加活跃。

## 轨道
2008年8月，鲍奇等人通过罗斯特-麦克劳克林效应计算出柯洛2b的自旋轨道角（即中央恒星赤道面与行星轨道面的交角）约为+7.2±4.5°。